# Albinati Aeronautics
Albinati Aeronautics SA ist eine Schweizer Businesschartergesellschaft mit Sitz in Meyrin, nahe Genf und Basis am Flughafen Genf. Der Tätigkeitsbereich des Unternehmens umfasst Flugzeugmanagement, Verkauf und Erwerb, Wartungsüberwachung und Chartern von Geschäftsflugzeugen.
Die Gesellschaft wurde 2001 von Stefano Albinati gegründet.

## Flugziele
Die Gesellschaft fliegt Ziele auf allen fünf Kontinenten an, unter anderen folgende:
- Kigali (Ruanda)
- Mauritius
- Washington
- Chicago
- São Paulo
- Lyon
- Abuja (Nigeria)
- Budapest
- Rio de Janeiro
- Dschibuti
- Luanda

## Flotte
Die Flotte der Albinati Aeronautics SA besteht mit Stand März 2023 aus sieben Flugzeugen:
| Flugzeugtyp                   | aktiv | bestellt | Anmerkungen | Sitzplätze |
| ----------------------------- | ----- | -------- | ----------- | ---------- |
| Bombardier Global 7500        | 2     |          |             | 14         |
| Bombardier Global 6000        | 1     |          |             | 12         |
| Bombardier Global 5500        | 1     |          |             | 12         |
| Bombardier Global Express XRS | 1     |          |             | 10         |
| Bombardier Challenger CL-604  | 1     |          |             | 12         |
| Dassault Falcon 8X            | 1     |          |             | 12         |
| Gesamt                        | 7     |          |             |            |

## Ehemalige Flugzeugtypen
Albinati verwendete früher folgende Flugzeugtypen:
- Bombardier Global 7500
- Cessna Citation Mustang
- Cessna 525 Citation
- Cessna 680 Citation
- Gulfstream IV
- Hawker Beechcraft 900XP

## Albinati Aviation Ltd.
Albinati Aviation Ltd. wurde 2013 gegründet. Sie hat ihren Sitz und Basis am Flughafen Malta.

### Flotte
Die Flotte der Albinati Aviation Ltd. besteht mit Stand März 2023 13 Flugzeugen:
| Flugzeugtyp                      | aktiv | bestellt | Anmerkungen | Sitzplätze |
| -------------------------------- | ----- | -------- | ----------- | ---------- |
| Bombardier Global 5000           | 01    |          |             | 12         |
| Bombardier Global 6000           | 03    |          |             | 12         |
| Bombardier Global 6000           | 03    | 14       |             |            |
| Bombardier Global Express        | 01    |          |             | 14         |
| Cessna Citation Latitude CE-680A | 01    |          |             | 8          |
| Dassault Falcon 7X               | 04    |          |             | 12         |
| Dassault Falcon 2000S            | 01    |          |             |            |
| Pilatus PC-12                    | 01    |          |             | 6          |
| Pilatus PC-24                    | 01    |          |             | 8          |
| Gesamt                           | 13    |          |             |            |